# Cantonul Saint-Julien-en-Genevois
Cantonul Saint-Julien-en-Genevois este un canton din arondismentul Saint-Julien-en-Genevois, departamentul Haute-Savoie, regiunea Rhône-Alpes, Franța.

## Comune
- Archamps
- Beaumont
- Bossey
- Chênex
- Chevrier
- Collonges-sous-Salève
- Dingy-en-Vuache
- Feigères
- Jonzier-Épagny
- Neydens
- Présilly
- Saint-Julien-en-Genevois (reședință)
- Savigny
- Valleiry
- Vers
- Viry
- Vulbens